# Чотири арифметичні дії
Арифметичні дії є двомісними операціями на множині чисел — на вході беруть два числа (операнда), і повертають одне число як результат.
Дві дії: додавання і множення є прямими діями, а решта дві дії: віднімання і ділення є оберненими діями відповідно.

## Додавання і множення
Додавання позначається завжди знаком + (плюс). У формулі {\displaystyle a+b=c} операнди {\displaystyle a}, {\displaystyle b} називаються «доданки» (відповідно «перший доданок» і «другий доданок»), а результат — «сума».
Множення може позначатися крапкою посередині висоти {\displaystyle \cdot }, косим хрестиком {\displaystyle \times }, зірочкою {\displaystyle *}, або в алгебраїчних формулах з буквеними параметрами і взагалі нічим. У формулі {\displaystyle a\cdot b=c} операнди називаються «множники» або «співмножники» (відповідно «перший множник» і «другий множник»), а результат — «добуток».
Додавання і множення підкоряються таким законам (в дужках нижче наведено латинські назви відповідних законів):
- Перестановочний (комутативність):

```

  

    

      

        
(

        
1

        
)

        

        
a

        
+

        
b

        
=

        
b

        
+

        
a

        

        

        
a

        
⋅

        
b

        
=

        
b

        
⋅

        
a

      

    

    
{\displaystyle (1)\qquad a+b=b+a\qquad \qquad a\cdot b=b\cdot a}

  

```

- Сполучний (асоціативність):

```

  

    

      

        
(

        
2

        
)

        

        
(

        
a

        
+

        
b

        
)

        
+

        
c

        
=

        
a

        
+

        
(

        
b

        
+

        
c

        
)

        

        

        
(

        
a

        
⋅

        
b

        
)

        
⋅

        
c

        
=

        
a

        
⋅

        
(

        
b

        
⋅

        
c

        
)

      

    

    
{\displaystyle (2)\qquad (a+b)+c=a+(b+c)\qquad \qquad (a\cdot b)\cdot c=a\cdot (b\cdot c)}

  

```

- Розподільчий (дистрибутивність множення відносно додавання):

```

  

    

      

        
(

        
3

        
)

        

        
a

        
⋅

        
(

        
b

        
+

        
c

        
)

        
=

        
a

        
⋅

        
b

        
+

        
a

        
⋅

        
c

      

    

    
{\displaystyle (3)\qquad a\cdot (b+c)=a\cdot b+a\cdot c}

  

```

Окрім операцій додавання {\displaystyle +} і множення {\displaystyle \cdot } у вищенаведених формулах використано круглі дужки. Дужки не є операцією, але просто математичними знаками, якими вказується порядок виконання двомісних операцій. Першими виконуються ті операції, що записані всередині дужок. Для будь-якої формули з підряд записаними двомісними операціями (плюс, мінус, помножити, поділити) і бажаним порядком виконання їх, можна так розставити дужки, що стане очевидним, яку операцію за якою треба виконувати. Але при цьому кількість дужок може бути великою і захаращувати формули. Тому математики використовують кілька домовленостей про порядок виконання операцій, які дозволяють однозначно інтерпретувати формулу, і при цьому зменшити кількість дужок.
В правій частині останньої формули мається на увазі домовленість, що спочатку виконуються два множення {\displaystyle a\cdot b} і {\displaystyle a\cdot c}, а потім лише додавання, тобто пріоритет множення вищий за пріоритет додавання, якщо цей порядок не змінено розставленням дужок.
Сполучний закон дає змогу записувати суму {\displaystyle S} великої кількості доданків {\displaystyle a,b,c,...} (більше двох доданків) взагалі без дужок:
{\displaystyle S=a+b+c+\cdots }
Розставляння дужок в цій формулі не змінить результату суми. Те саме стосується добутку кількох співмножників.
Множиною натуральних чисел є число 1 (один) і всі числа, які можна одержати додаванням одиниці. Наприклад:
{\displaystyle \qquad 2=1+1}
{\displaystyle \qquad 3=2+1=(1+1)+1}
{\displaystyle \qquad 4=3+1=((1+1)+1)+1}
{\displaystyle \qquad n=(((..(1+1)+1)+...)+1} (число 1 в цій формулі зустрічається {\displaystyle n} разів)
Внаслідок сполучного закону натуральне число {\displaystyle n} можна записати так:
{\displaystyle {\begin{matrix}\\n=\end{matrix}}{\begin{matrix}n\;pa{\mathfrak {3}}ib\\\overbrace {1+1+\cdots +1} \end{matrix}}}
Операція додавання одиниці до натурального числа називається також переходом до наступного натурального числа. Якщо {\displaystyle a=b+1}, то число {\displaystyle a} є наступним за числом {\displaystyle b}, а число {\displaystyle b} називається попереднім для числа {\displaystyle a}.
Зазначимо, що таким чином послідовно додаючи до натурального числа одиницю, ми одержуємо щораз інше натуральне число, більше за всі попередні (а тому відмінне від усіх попередніх чисел). Множина всіх натуральних чисел нескінченна.
Якщо у математичних формулах фігурують декілька доданків, які можна позначити однією буквою з індексом (індекс зазвичай є номером доданка в сумі) {\displaystyle a_{1},a_{2},...a_{n}}, то альтернативно суму цих доданків прийнято позначати великою грецькою буквою «сигма» ({\displaystyle \Sigma }):
{\displaystyle \qquad \sum _{i=1}^{n}a_{i}=a_{1}+a_{2}+\cdots +a_{n}}
Аналогічно для добутку використовують велику грецьку букву «пі»:
{\displaystyle \qquad \prod _{i=1}^{n}a_{i}=a_{1}\cdot a_{2}\cdot \cdots \cdot a_{n}}
Число 1 є нейтральним щодо операції множення, тобто добуток будь-якого числа на одиницю дає в результаті це саме число:
{\displaystyle a\cdot 1=a}
Для множення на натуральне число {\displaystyle n} ми можемо вивести таку формулу, скориставшись розподільчим законом:
{\displaystyle {\begin{matrix}\\a\cdot n=a\cdot (1+1+\cdots +1)=\end{matrix}}{\begin{matrix}n\;pa{\mathfrak {3}}ib\\\overbrace {a+a+\cdots +a} \end{matrix}}}
При фіксованому одному з доданків (нехай, наприклад перший доданок дорівнює {\displaystyle a}), значення суми є унікальним для кожного із значень другого доданку. Тобто якщо ми маємо два рівняння:
{\displaystyle \qquad a+b_{1}=c}
{\displaystyle \qquad a+b_{2}=c}
то з них обов'язково слідує {\displaystyle b_{1}=b_{2}}. Ця властивість дає змогу розглядати обернену до додавання операцію. Така ж властивість (за винятком нульового множника) стосується і операції множення.

## Віднімання
Віднімання є дією, оберненою до додавання. Позначається знаком − (мінус). У формулі {\displaystyle a-b=c} перший операнд називається «зменшуване», другий операнд — «від'ємник», а результат — «різниця».
Якщо
{\displaystyle (4)\qquad a-b=c}
то
{\displaystyle (4a)\qquad a=b+c}
(Примітка: взагалі кажучи, для двомісної операції можна розглядати дві обернені операції: 1. яка знаходить другий операнд при фіксованих першому операнду і результату, 2. яка знаходить перший операнд за фіксованим другим операндом і результатом. Внаслідок комутативності додавання ці дві операції є однаковими. Для інших двомісних операцій це не так. Наприклад операція піднесення до степеня некомутативна, не можна переставляти основу і показник степеня. Тому операція піднесення до степеня має дві обернені операції: корінь і логарифм)
Зауважимо, що стосовно віднімання немає сполучного закону, вирази {\displaystyle (a-b)-c} і {\displaystyle a-(b-c)} дають різний результат.
Можна писати формулу з додаваннями і відніманнями без дужок, користуючись загальноприйнятою домовленістю, що ці операції треба виконувати поступово, зліва направо. Наприклад дві формули еквівалентні:
{\displaystyle \qquad a-b+c+d-e=(((a-b)+c)+d)-e}
Якщо спочатку до числа {\displaystyle a} додати число {\displaystyle b}, а потім відняти це саме число {\displaystyle b}, то в результаті одержимо число {\displaystyle a}:
{\displaystyle (5)\qquad (a+b)-b=a}
Доведемо це. Нехай
{\displaystyle \qquad (a+b)-b=a_{1}}
Із означення операції віднімання (4), (4a) маємо:
{\displaystyle \qquad (a+b)=b+a_{1}}
або
{\displaystyle \qquad b+a=b+a_{1}}
Із унікальності значень операції додавання одержуємо: {\displaystyle a_{1}=a}.
На множині натуральних чисел можна віднімати тільки від більшого числа менше (тобто має бути {\displaystyle a>b}). Цю властивість можна проілюструвати на прикладі ящика з яблуками — не можна взяти з ящика більше яблук, ніж там є.

## Від'ємні числа і нуль
Щоб віднімання можна було виконувати завжди, треба розширити поняття числа, ввівши нуль і від'ємні (цілі) числа. Віднімання числа самого від себе дає нуль ({\displaystyle a-a=0}), а віднімання від меншого числа більшого дає в результаті від'ємне число. Цілі числа можна проілюструвати відносинами банка (безмежно великого і з нульовими відсотками, таких банків насправді не існує) з клієнтом. Клієнт може завжди класти гроші в банк, або брати гроші. Додатній залишок на рахунку клієнта є депозитом, від'ємний — боргом, а нульовий — коли ніхто нікому не винен.

## Єдиність нуля
Доведемо єдиність нуля прийнявши, що властивості операції додавання зберігаються при поширенні на область від'ємних чисел і нуля. Нехай при відніманні якогось числа {\displaystyle b} самого від себе ми одержали особливий нуль:
{\displaystyle \qquad b-b=0_{b}}
Тоді
{\displaystyle \qquad b=0_{b}+b}
Додамо до числа {\displaystyle a} і потім віднімемо число {\displaystyle b}:
{\displaystyle \qquad a=(a+b)-b=(a+(0_{b}+b))-b=((a+0_{b})+b)-b=a+0_{b}}
Оскільки також для іншого нуля {\displaystyle 0_{c}=c-c} маємо
{\displaystyle \qquad a=a+0_{c}}
то із унікальності результату додавання маємо, що всі нулі збігаються: {\displaystyle 0_{b}=0_{c}=0}
Нуль є нейтральним елементом щодо операції додавання:
{\displaystyle (6)\qquad a=a+0}
В останній формулі ми можемо виразити перший доданок через операцію віднімання (від результату відняти другий доданок, тобто нуль):
{\displaystyle (6a)\qquad a=a-0}
Таким чином, нуль є нейтральним елементом також щодо віднімання.
Тому в математичних формулах, де фігурують кілька доданків (деякі з них можуть бути взяті в дужки вирази), можна опускати нульові доданки, таким чином спрощуючи формулу.

## Унарний мінус і протилежні числа
Результат віднімання числа {\displaystyle a} від нуля позначається {\displaystyle -a} і називається числом, протилежним до {\displaystyle a}:
{\displaystyle (7)\qquad -a=0-a}
Знак мінус в позначенні протилежного числа має тільки один операнд (число {\displaystyle a}) і тому є одномісною операцією. Ця операція взяття протилежного числа називається унарним мінусом.
Іноді (для симетрії) використовують також унарний плюс, який взагалі є пустою операцією (тотожним перетворенням):
{\displaystyle \qquad +a=a}
Наприклад, унарний плюс(поряд з унарним мінусом) використовують при позначенні температури: +10 °C, −8 °C.
Оскільки із формули (7) слідує, що
{\displaystyle (8)\qquad a+(-a)=0}
то помічаємо, що у формулі (8) числа {\displaystyle a} і {\displaystyle -a} входять симетричним чином. Отже і навпаки, число {\displaystyle a} є протилежним до свого протилежного {\displaystyle -a}:
{\displaystyle (9)\qquad a=-(-a)=+a}
(Примітка: останню рівність неформально можна читати так: «мінус на мінус дає плюс»)
Числа, протилежні натуральним числам, називаються від'ємними цілими числами і позначаються за допомогою унарного мінуса і цифр, наприклад: −2, −15 (читається «мінус два», «мінус п'ятнадцять»).
Використовуючи унарний мінус, ми можемо записати операцію віднімання через додавання протилежного числа, як це слідує з наступного ланцюжка рівностей:
{\displaystyle (10)\qquad a-b=(a+0)-b=(a+((-b)+b))-b=((a+(-b))+b-b=a+(-b)}
Формулу, в якій зустрічаються тільки додавання і віднімання, можна представити у вигляді суми (додатних і відповідно відємних доданків):
{\displaystyle \qquad ((a+b)-c)+d=a+b+(-c)+d}

## Розкриття дужок з унарним мінусом
Нехай маємо число {\displaystyle c}, протилежне сумі двох чисел {\displaystyle a} і {\displaystyle b}:
{\displaystyle \qquad c=-(a+b)}
тоді
{\displaystyle \qquad a+b+c=(a+b)+c=(a+b)+(-(a+b))=0}
Додамо до останньої рівності спочатку {\displaystyle -a}, а потім {\displaystyle -b}:
{\displaystyle \qquad b+c+a+(-a)=b+c=0+(-a)=-a}
{\displaystyle \qquad c+b+(-b)=c=(-a)+(-b)}
{\displaystyle \qquad c=(-a)+(-b)=-a-b}
{\displaystyle \qquad (11)\qquad -(a+b)=-a-b}
Користуючись формулою (10) для віднімання, знайдемо протилежне число до різниці:
{\displaystyle \qquad -(a-b)=-(a+(-b))=(-a)+(-(-(b)))=(-a)+b=b+(-a)=b-a}
Про цю властивість можна говорити, що операція віднімання є антикомутативною (при перестановці операндів ми одержуємо протилежний результат) на відміну від комутативного додавання.
Нехай тепер маємо вираз, в якому здійснюються кілька операцій додавань і віднімань, наприклад:
{\displaystyle \qquad S=a+b-c-d+e}
Знайдемо протилежний вираз, по черзі (починаючи з останнього доданка) розкриваючи дужки згідно з формулою (11):
{\displaystyle \qquad -S=-(a+b-c-d+e)=-((((a+b)-c)-d)+e)=-(((a+b)-c)-d)+(-e)=-((a+b)-c)+d+(-e)=\cdots =(-a)+(-b)+c+d+(-e)=-a-b+c+d-e}
Отже з останнього прикладу ми можемо сформулювати правило: протилежне число від виразу, в якому є тільки операції додавання і віднімання, утворюється заміною всіх знаків плюс на мінус, і знаків мінус на плюс.

## Множення на нуль
Скористаємося розподільчим законом множення і властивістю нуля (6):
{\displaystyle \qquad a\cdot b=a\cdot (b+0)=a\cdot b+a\cdot 0}
З іншого боку,
{\displaystyle \qquad a\cdot b=a\cdot b+0}
Із унікальності результату операції додавання, з двох останніх формул маємо, що множення будь-якого числа {\displaystyle a} на нуль дає в результаті нуль:
{\displaystyle (12)\qquad a\cdot 0=0}
Цей результат можна поширити на добуток кількох множників. Нехай серед співмножників {\displaystyle a_{1},a_{2},...a_{n}} є нуль (наприклад, {\displaystyle a_{k}=0} для якогось індексу {\displaystyle k,\ 1\leqslant k\leqslant n}), тоді:
{\displaystyle \qquad \prod _{i=1}^{n}a_{i}=a_{1}\cdot a_{2}\cdot \dots \cdot a_{n}=0}
Справедливе і обернене твердження: якщо добуток кількох множників дорівнює нулю, то обов'язково серед цих множників знайдеться нульовий (що дорівнює нулю). Тобто добуток ненульових чисел не дорівнює нулю (відсутність дільників нуля).

## Множення від'ємних чисел
А можна і навпаки, додавати нульовий доданок. Наприклад, доведемо існування розподільчого закону множення відносно віднімання. Позначимо буквою {\displaystyle c} різницю чисел {\displaystyle a} і {\displaystyle b} ({\displaystyle a-b=c}). Тоді для довільного числа {\displaystyle x}:
{\displaystyle \qquad x\cdot (a-b)=x\cdot c=x\cdot c+0=x\cdot c+(x\cdot b-x\cdot b)=(x\cdot c+x\cdot b)-x\cdot b=x\cdot (c+b)-x\cdot b=x\cdot a-x\cdot b}

## Ділення
Ділення є дією, оберненою до множення. Може позначатися двокрапкою {\displaystyle :} або косою рискою {\displaystyle /}. У формулі {\displaystyle a/b=c} перший операнд називається «ділене», другий операнд — «дільник», а результат — «частка». Прийнято говорити, що частка є результатом ділення
діленого на дільник.
Оберненість до множення означає, що ділене {\displaystyle a} є добутком дільника {\displaystyle b} і частки
{\displaystyle c}. Тобто якщо:
{\displaystyle (13)\qquad a/b=c}
то
{\displaystyle (13a)\qquad a=b\cdot c}
Ця пара формул для ділення та множення повністю аналогічна формулам (4) і (4a) для віднімання та додавання,
включно із приміткою. Але окрім аналогії з відніманням, ділення має і свою специфіку.
По-перше, ділити на нуль не можна. Дійсно, якщо дільник {\displaystyle b} дорівнюватиме нулю, то із формул (13a)
і (12) слідує, що ділене {\displaystyle a} теж мусить бути нулем, а частка {\displaystyle c} може бути
будь-яким числом. Тобто ділення нуля на нуль є неоднозначним, а ділення ненульового числа на нуль взагалі не можна виразити числом — неприпустима операція.
По-друге, далеко не завжди при діленні цілих чисел можна одержати ціле число. Ця проблема має три наслідки:
- результат ділення є загальнішим видом числа — дробом. Дроби разом з цілими числами утворюють

множину раціональних чисел, де ділення на ненульове число завжди виконується.
- можна розглядати трохи змінену операцію — ділення з остачею.
- можна розглядати подільність одного цілого числа на інше як ознаку (ділиться / не ділиться націло).

Оскільки одиниця є нейтральною щодо множення, то з формул (13), (13a) слідує, що і ділення на одиницю залишає
число незмінним:
{\displaystyle \qquad a/1=a}
Якщо ж ми навпаки, одиницю поділимо на число {\displaystyle a}, то одержимо так зване обернене число, яке
позначається у вигляді степеня з показником «мінус одиниця»:
{\displaystyle \qquad a^{-1}=1/a}
Очевидно, що множення числа на своє обернене дає в результаті одиницю:
{\displaystyle \qquad a\cdot a^{-1}=1}
За аналогією з протилежними числами, число обернене до оберненого збігається з самим числом {\displaystyle a}:
{\displaystyle \qquad \left(a^{-1}\right)^{-1}=a}